# ザ・ビッグ鴨方店
ザ・ビッグ鴨方店（ザ・ビッグかもがたてん）は岡山県浅口市鴨方町に所在し、株式会社フジが運営するスーパーマーケットである。

## 概要
1994年（平成6年）11月26日に中国メガマートにより、メガマート鴨方店が開業。当初はメガマートの単独店舗であったが、数年後にマックスバリュ鴨方店と専門店が開業され、2つの核店舗を持つパワーセンター形式となった。マックスバリュの運営は当初ジャスコ株式会社（後に「イオン株式会社」に社名変更）が行っていたが、2001年（平成13年）10月にマックスバリュ西日本に営業が譲渡された。
2010年（平成22年）4月25日を以てマックスバリュ鴨方店は閉店。4月29日よりザ・ビッグ鴨方店が開店した。同年6月2日を以ってメガマートが閉店した。

マックスバリュとメガマートが同時出店している場合、メガマートをザ・ビッグが転換するケースが多い中、当施設はメガマート閉店前にマックスバリュ跡にザ・ビッグが開業し、イオングループの異なるDSの店舗同士が約1か月間隣接して営業していた極めて稀なケースとなった。
メガマート店舗跡は約1年間放置されていたが、2011年（平成23年）9月21日にコーナンがオープンした。
2024年（令和6年）3月1日、運営会社の合併に伴い、本施設の運営がマックスバリュ西日本からフジに移管された。

#### 広報資料・プレスリリースなど一次資料
1. ↑  企業沿革 マックスバリュ西日本 2024年3月8日閲覧。